# Monopattino
Il monopattino è un veicolo a due o più ruote, il cui movimento/propulsione è determinato dalla spinta muscolare umana tramite gli arti inferiori. È costituito da una pedana, sulla quale si poggiano i piedi, da un manubrio, imperniato sulla pedana, che si usa per cambiare direzione e da un freno, solitamente collocato posteriormente affinché blocchi la ruota posteriore e quindi conseguentemente il veicolo, oppure come i classici freni da bicicletta, cioè vicino al poggiamani sul manubrio.
Di tale mezzo esiste una versione ad uso commerciale atta al trasporto delle merci, il chukudu, utilizzato nella Repubblica Democratica del Congo, invece altre versioni del monopattino prevedono il sellino, in questo caso il mezzo diventa una "bicicletta senza pedali"/"draisina" e qualora fosse nella versione motorizzata in Italia rientrerebbe nella categoria dei motoveicoli. L’assenza delle sospensioni può sovraccaricare i menischi e in generale le articolazioni se utilizzato per lunghe tratte su suolo non perfettamente liscio.

## Storia
Non si ha una data precisa per la nascita del monopattino, ma già all'inizio dell'Ottocento vi erano principi di esso.
I primi monopattini, da non confondere con i primi e rudimentali tentativi di realizzare una bicicletta, risalgono ai primi anni del 1900, quando negli Stati Uniti d'America  vennero progettati e brevettati alcuni "scooter" (così gli americani chiamarono il monopattino) i cui principi sono stati ripresi su alcuni modelli prodotti anche nei giorni nostri.

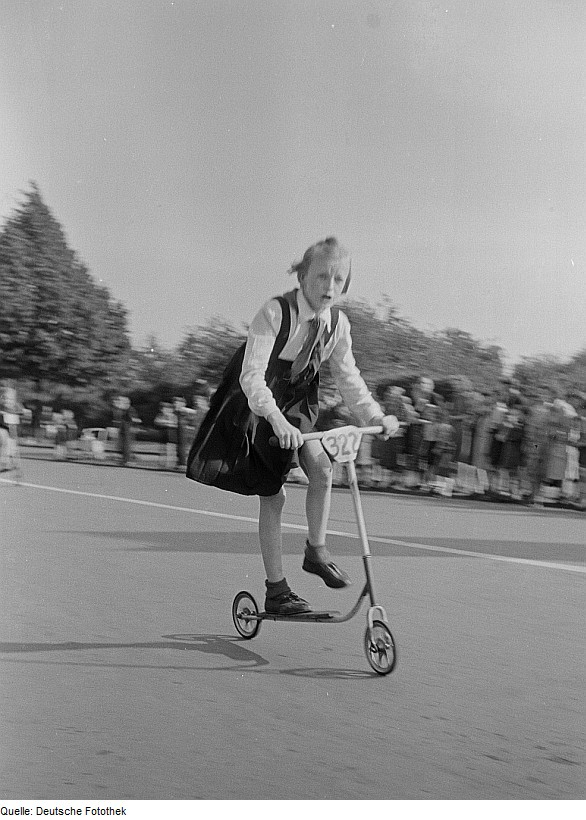
Competizione negli anni cinquanta

Inizialmente furono progettati come giochi per bambini, ma sull'onda dall'entusiasmo dello sviluppo industriale furono anche proposti, con poco successo, come mezzi di trasporto. Si delinearono subito 2 strade di pensiero: i monopattini puri e i monopattini meccanici.
I primi mantennero fede ad un principio di essenzialità che caratterizza il monopattino: una tavola, due ruote, un manubrio e tanta voglia di spingere. I secondi invece furono attrezzati con i più svariati dispositivi meccanici per ottimizzare la spinta: leve e catene per imprimere una spinta maggiore, ruote con asse di rotazione decentrato per consentire una propulsione anche tramite il movimento del corpo, ecc.
Ci sono memorie che ci raccontano che già nei primi anni venti in Francia si svolgevano gare di monopattino, o trottinette. In Italia, a Milano, tra il 1948 e il 1954 la Lega Vitt organizzò per i ragazzi delle parrocchie diverse edizioni del "Giro monopattinistico di Italia". Dal 1970 in poi, tra Cervinia e Aosta, si organizzano varie edizioni delle 24 ore di monopattino. Dal 1987, ad Ivrea annualmente si svolge la "Tre Ore in monopattino", una tradizionale staffetta in monopattino per le vie del centro storico della durata di 3 ore. Dal 1996, il Gruppo Sportivo AVIS Ivrea organizza un vero e proprio campionato di monopattino che prevede gare a staffetta per squadre e gare individuali anche internazionali, tra le sedi nazionali, oltre ad Aosta e Cervinia, furono coinvolte anche Ivrea, Cavour e al sud Cava de’Tirreni. Nel 2001 nasce l'IKSA Eurocup, il Campionato Europeo di Footbike. Nel 2004 si svolge in Repubblica Ceca la prima edizione del Campionato Mondiale di Footbike.

## Versioni
Il monopattino meccanico ha visto la sua evoluzione nel monopattino elettrico che in tante versioni è disponibile ai giorni nostri. Il monopattino puro invece ha prodotto due tipi di monopattino, quello ludico e ricreativo, definito micropattino, o micro scooter, e quello sportivo e competitivo definito monopattino o, con un termine più internazionale, footbike.

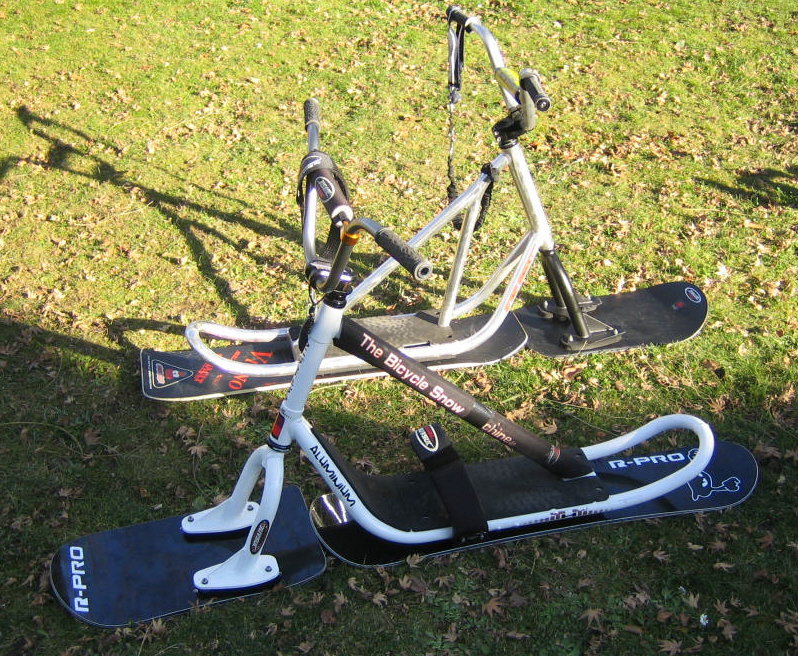
Monopattino da neve

Il monopattino è usato anche come mezzo per la pratica del Dog Scootering, ovvero la versione "estiva" della slitta trainata da cani. In questa versione, i cani trainano un monopattino che si presta molto bene come sostituto della slitta, consentendo un buon allenamento.
Altro utilizzo è quello sulla neve, dove al posto delle ruote si hanno dei pattini, simili a delle piccole tavole da neve.

### Micropattino

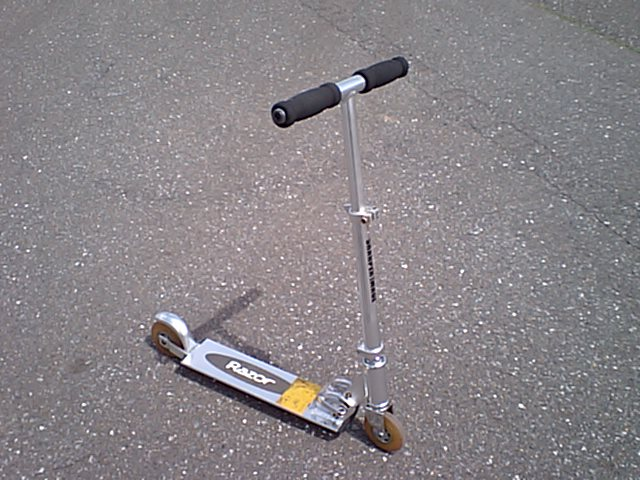
Micropattino pieghevole

Il micropattino si è diffuso verso la fine del millennio scorso, esattamente dal 1999. È un monopattino caratterizzato da ridotte dimensioni, in alluminio, pieghevole, con le ruote piccole o microruote (da cui il nome), simili a quelle dei pattini, da 100 mm fino a 200 mm di diametro. Questo micropattino riprende le caratteristiche dei monopattini diffusi nel dopoguerra italiano, quando i ragazzi se lo costruivano con una tavola di legno e i cuscinetti industriali. I primi modelli commerciali furono immessi sul mercato dallo svizzero Wim Ouboter, che lasciò il suo lavoro presso una banca per fondare la Micro Mobility System, tuttora attiva. Il micropattino è usato prevalentemente dai ragazzi come mezzo di trasporto, ma soprattutto per fare evoluzioni acrobatiche, o trick, in modo simile a quello che avviene con lo skateboard o con la BMX. Questo tipo di attività prende il nome di "kick scootering" o "freestyle scootering". Altra attività si ha con il tripattino, una combinazione tra un monopattino ed un triciclo.

### Footbike

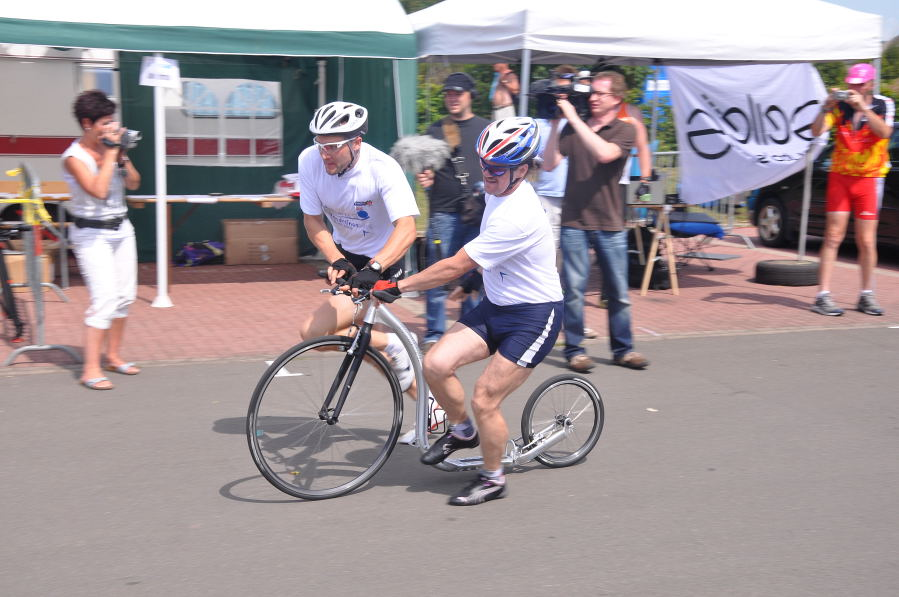
Kickbike

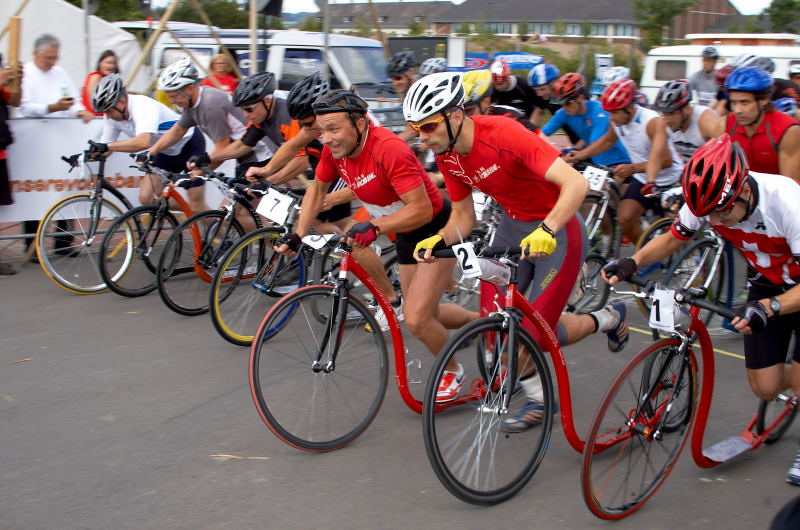
Gara di Kickbike

Il footbike è una evoluzione del classico monopattino con le ruote simili a quelle delle biciclette. Nei primi anni novanta, il finlandese Hannu Vierikko ebbe l'idea di inventare il footbike, modificando un monopattino e montando una ruota anteriore della dimensione di 28 pollici, come le biciclette da corsa. Grazie a questa idea il monopattino è diventato molto più veloce, rinnovando le velleità di competizione. Rapidamente, il footbike si è affermato in tutto il mondo. I modelli di footbike più diffusi hanno le ruote di dimensione diverse tra di loro: quella posteriore può variare dai 16 ai 24 pollici fino ma può arrivare anche a 26 e 28 pollici, cioè della stessa dimensione di quella anteriore che può variare dai 26 pollici per i modelli fuoristrada tipo mountain bike, fino ai 28 pollici per i modelli da strada. I materiali usati variano da modello a modello: sono disponibili telai in acciaio, alluminio e anche in carbonio. È usato per il trasporto quotidiano, per il fitness, e per le competizioni. In Europa, grazie all'IKSA (International Kicksled and Scooter Association), è più diffuso che in qualsiasi altra zona del mondo. Nel 2010 si è svolta la prima edizione italiana del campionato mondiale di footbike organizzato dal Gruppo Sportivo Avis Ivrea in Italia in Canavese, l'area del Piemonte che ha per capoluogo Ivrea.

### Monopattino sportivo

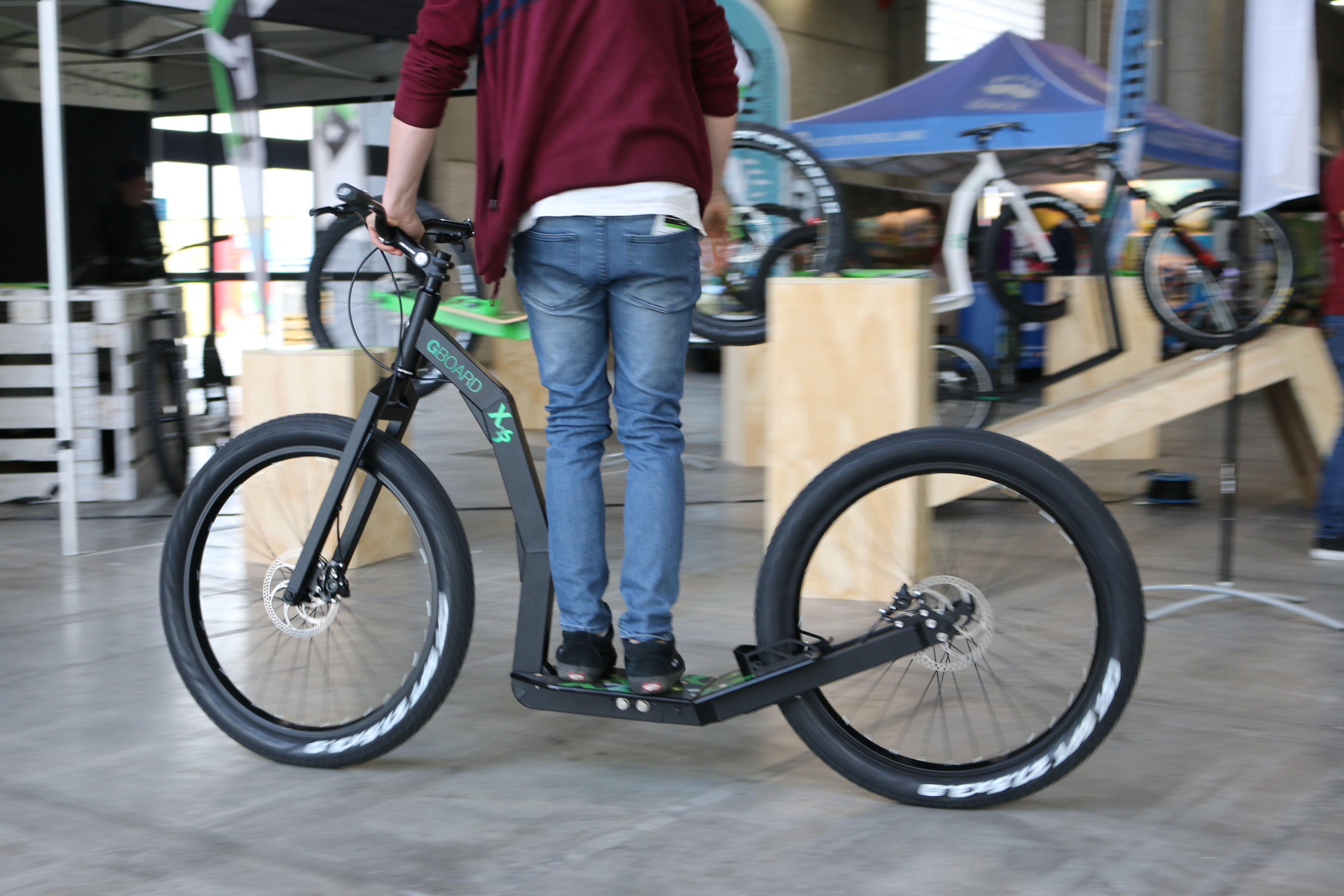
Esempio di monopattino sportivo

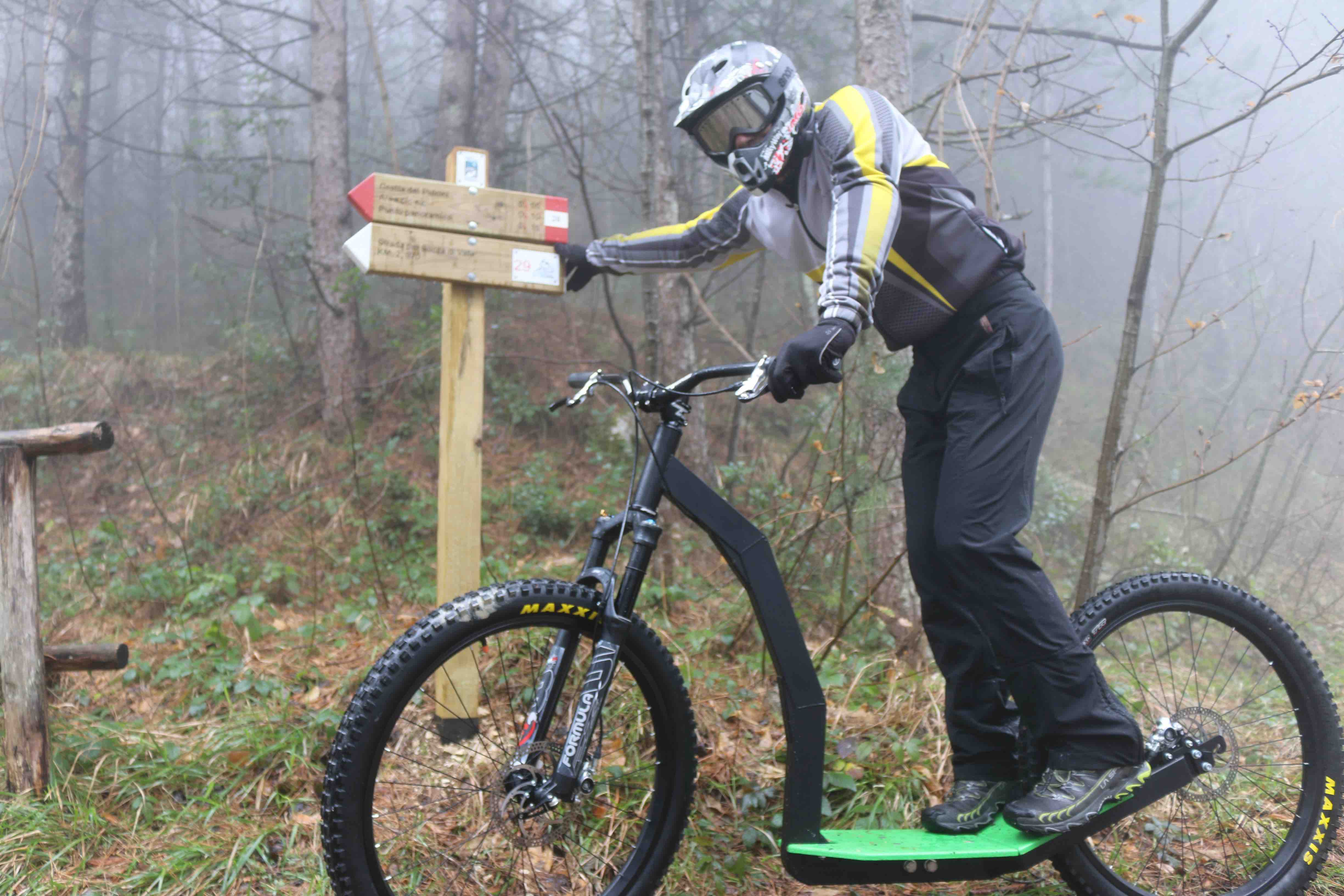
Monopattino sportivo in ambiente outdoor

Vi è una famiglia di monopattini che per molti versi assomiglia piuttosto a una mountain bike che a un monopattino vero e proprio. Questi mezzi sono caratterizzati da freni a disco idraulici, forcelle robuste e telai in carbonio . Queste principali caratteristiche sono funzionali ad un uso "estremo" per ogni tipo di terreno, per esempio downhill dalle montagne , grazie al baricentro basso e l'assenza dell'ingombro dei pedali e della canna e i freni. Pensati per un uso intensivo, i materiali di costruzione sono resistenti e performanti con telaio tipicamente in acciaio cromo. Il peso, che si aggira mediamente intorno ai 15kg è funzionale a un'adeguata stabilità durante la discesa. Leghe più leggere, quali l'alluminio o il carbonio si trovano nei monopattini tradizionali che non devono sopportare grandi sollecitazioni.

### Monopattino meccanico
Questa versione si distingue per la diversa applicazione del moto, in quanto non si imprime la forza poggiando il piede al suolo, ma i piedi sono su due elementi che fungono da pedali oscillanti in stile stepper, questo permette di mantenere entrambi i piedi sempre sul monopattino.
Di fatto non si tratta di un monopattino, ma di una bicicletta a pedali oscillanti.

### Monopattino a motore

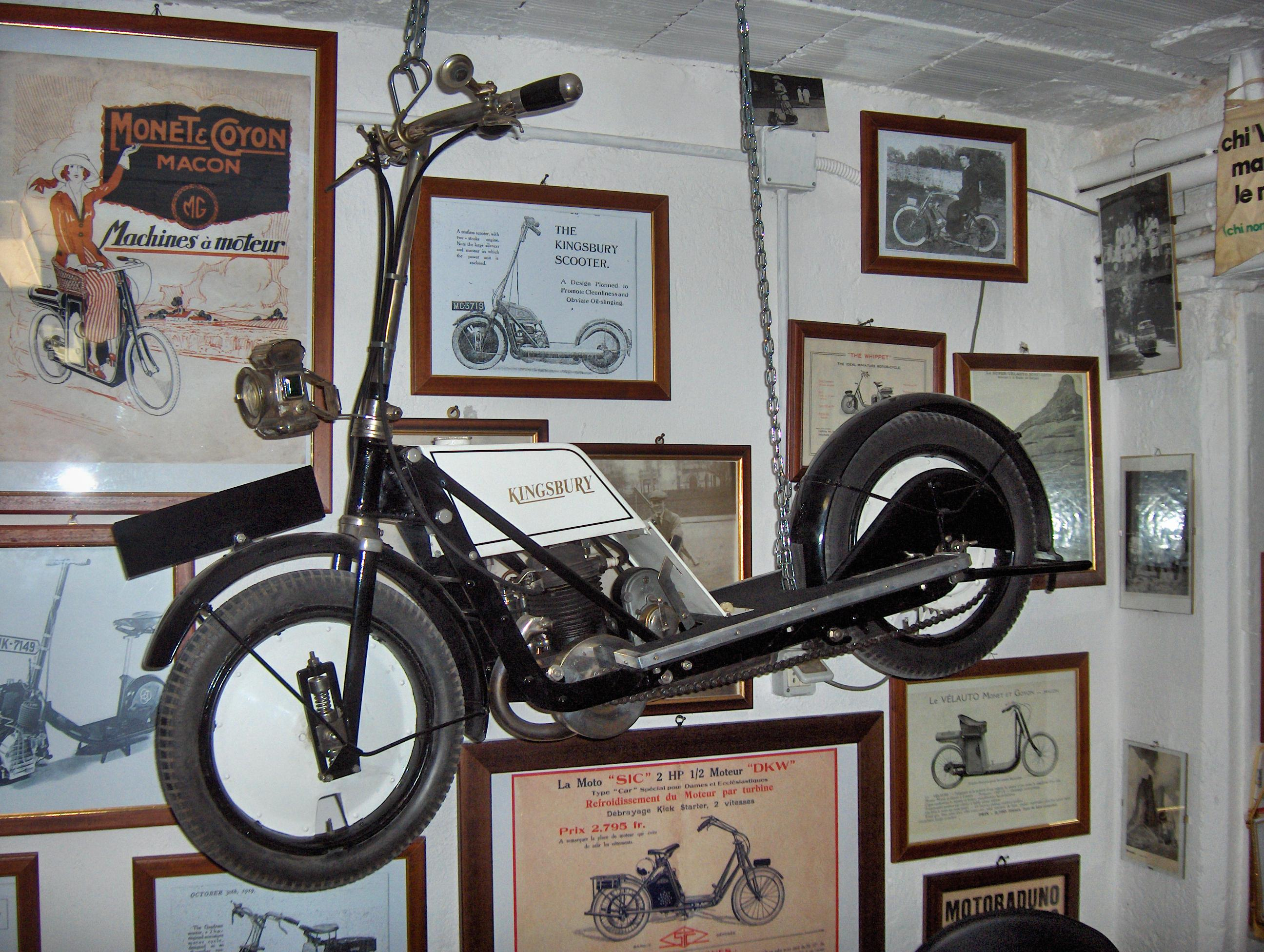
Monopattino a motore termico

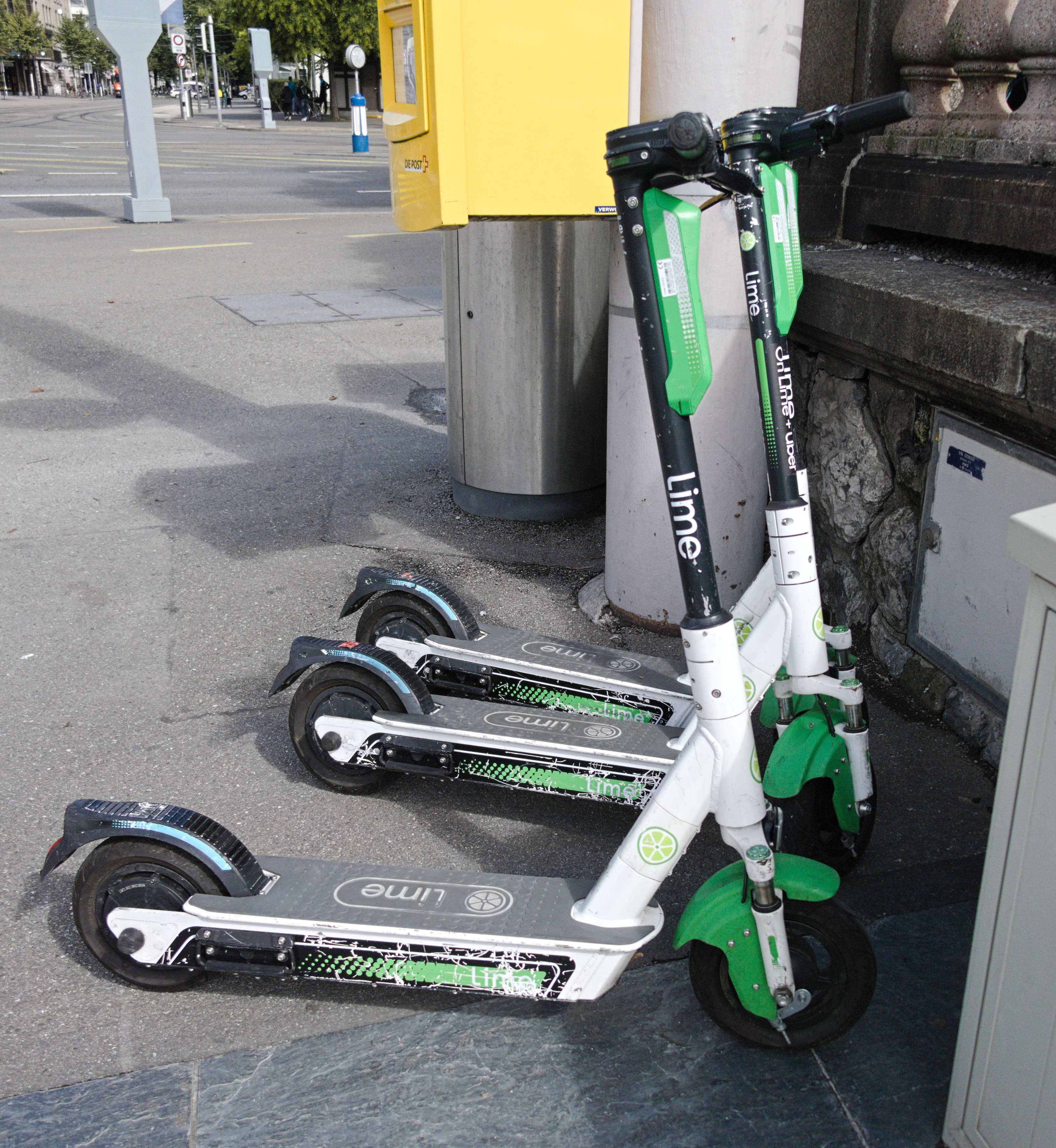
Monopattino a motore elettrico

I monopattini sono stati realizzati anche provvisti di motore, inizialmente erano motori endotermici, ma successivamente vennero prodotti anche versioni a motore elettrico ed in entrambi i casi funzionano senza l'ausilio della spinta umana.

Un prodotto che viene accomunato erroneamente al monopattino è il Segway che non ha la disposizione delle ruote di tipo longitudinale, ma trasverse, la cui accelerazione si ottiene, però, col movimento in avanti (per accelerare) e all'indietro (per indietreggiare) del guidatore.

## Normativa

### In Italia
La normativa italiana, come anche quella in vigore in Germania, Francia, Austria e Svizzera, distingue tra monopattini a propulsione elettrica e quelli ad azionamento muscolare a spinta. Non vi sono disposizioni per monopattini con motore a scoppio, che sono comunque rarità senza più mercato.
I monopattini a propulsione muscolare, anche nel caso in cui siano dotati di freni, luci, ecc.:
- non sono parificati alle biciclette in ragione dell'assenza di pedali, requisito essenziale per rientrare in questa categoria secondo l'articolo 50 del Codice della strada (Cds); a questi monopattini non si applicano le leggi emanate nel  2019-2020[2][3], perché esse assimilano alle biciclette i soli monopattini elettrici, non quelli a spinta muscolare
- non possono circolare sulle strade né negli spazi pedonali, perché rientrano tra gli acceleratori di andatura soggetti ai divieti indicati nei commi 8 e 9 dell'articolo 190 del Cds
- non possono circolare sulle piste ciclabili, perché riservate unicamente alle biciclette o ai mezzi assimilati (ossia monopattini elettrici), come da articolo 3.1.39 del Cds
- possono tutt'al più circolare su ciclopedonali promiscue (solo quelle che siano sprovviste di corsie indipendenti per biciclette e pedoni)
- alcune regioni come il Trentino-Alto Adige hanno emanato decreti, indipendenti per le province di Trento e Bolzano, per le ciclopedonali dove si consente la circolazione con pattini a rotelle o pattini in linea; pur non essendo esplicitata un'ulteriore casistica di mezzi ammessi, si ritiene che altrettanto valga per gli acceleratori di andatura nel loro complesso tra i quali i monopattini a spinta.

I monopattini elettrici e non elettrici ricevono quindi trattamenti diversi in quanto ad obblighi e divieti, pur nella sostanziale similitudine dei due mezzi di trasporto (a parte la trazione elettrica) in quanto a peso, dimensioni, robustezza, grandezza delle ruote, manovrabilità, dotazioni di sicurezza, spazi di arresto, ecc. Alcuni emendamenti al disegno di legge di modifica del nuovo Codice della Strada, la cui finalizzazione è attesa entro la fine del 2020, potrebbero arrivare a sanare questa incongruenza.